# HTML5 Shiv
HTML5 Shiv — плагін мови програмування JavaScript, що дозволяє забезпечувати базові стилі HTML5 для Internet Explorer 6-8, Safari 4.x, Firefox 3.x. і iPhone 3.x.

## Сумісність з Internet Explorer
В колишніх версіях Internet Explorer (IE8 і більш ранніх) підтримка елементів HTML5 була відсутня.
Частка Internet Explorer 8 складає всього 0.77 % за даними caniuse.com [Архівовано 8 квітня 2017 у Wayback Machine.] за травень 2016 року. Незважаючи на це, деякі вебсайти все ще розробляються з урахуванням специфіки роботи даного браузера. HTML5 Shiv дозволяє ранніх версій Internet Explorer розпізнавати теги HTML5.

## Приклад використання
Нижче наведено приклад використання HTML5 Shiv в ранніх версіях Internet Explorer:
```
<!DOCTYPE html>

<
html
>

 
<
head
>

  
<!--[if lt IE 9]>

  <script src="//cdnjs.cloudflare.com/ajax/libs/html5shiv/r29/html5.min.js"></script>

  <![endif]-->

 
</
head
>

 
<
body
>

 
</
body
>

</
html
>

```